# ژان مره
ژان مره (به فرانسوی: Jean Mairet) نمایش‌نامه نویس قرن هفدهم میلادی اهل فرانسه است.